# Adrián Ramos
Gustavo Adrián Ramos Vásquez plus communément Adrián Ramos, est un footballeur international colombien né le 22 janvier 1986 à Santander de Quilichao en Colombie. Il évolue actuellement au poste d'attaquant.

## Biographie
Buteur très régulier, il réalise une bonne saison malgré la très mauvaise position de son club : il a jusqu'à maintenant marqué 9 buts en 23 matchs, et a notamment marqué contre le VfB Stuttgart, le Bayern Munich, le Bayer Leverkusen (un doublé) et le VfL Wolfsburg (un doublé avec une retentissante victoire 1-5 à la Volkswagen-Arena).
Il marque son premier but avec Dortmund contre le FC Augsbourg lors de la deuxième journée de la Bundesliga.
C'est lors de la victoire 0-4 de Dortmund face à Galatasaray lors des phases de groupe de la saison 2014-2015 qu'il marque son premier but en Ligue des Champions.
Le 1er juillet 2017, il est transféré au club du Chongqing Lifan situé en Chine pour une valeur de 12 millions d'euros.

## Palmarès
- América Cali
  - Champion de Colombie en 2008.
- Hertha Berlin
  - Champion de 2.Bundesliga en 2011.
- Borussia Dortmund
  - DFB Pokal : Finaliste en 2015 et 2016.

### En club
| Saison                | Club                          | Championnat           | Championnat | Championnat | Coupe(s) nationale(s) | Coupe(s) nationale(s) | Compétition(s) continentale(s) | Compétition(s) continentale(s) | Compétition(s) continentale(s) | Total | Total |
| Saison                | Club                          | Division              | M.          | B.          | M.                    | B.                    | Comp.                          | M.                             | B.                             | M.    | B.    |
| 2004                  | América de Cali               | CP A                  | 7           | 1           | -                     | -                     | -                              | -                              | -                              | 7     | 1     |
| 2005                  | Trujillanos FC (prêt)         | Primera División      | 23          | 8           | -                     | -                     | -                              | -                              | -                              | 23    | 8     |
| 2005                  | América de Cali               | CP A                  | 9           | 4           | -                     | -                     | -                              | -                              | -                              | 9     | 4     |
| 2006                  | América de Cali               | CP A                  | 16          | 3           | -                     | -                     | -                              | -                              | -                              | 16    | 3     |
| 2006                  | Independiente Santa Fe (prêt) | CP A                  | 14          | 3           | -                     | -                     | -                              | -                              | -                              | 14    | 3     |
| 2007                  | Independiente Santa Fe (prêt) | CP A                  | 17          | 2           | -                     | -                     | -                              | -                              | -                              | 17    | 2     |
| 2007                  | América de Cali               | CP A                  | 10          | 3           | -                     | -                     | -                              | -                              | -                              | 10    | 3     |
| 2008                  | América de Cali               | CP A                  | 43          | 20          | -                     | -                     | CS                             | 6                              | 2                              | 49    | 22    |
| 2009                  | América de Cali               | CP A                  | 19          | 12          | -                     | -                     | CL                             | 4                              | 0                              | 23    | 12    |
| Sous-total            | Sous-total                    | Sous-total            | 158         | 56          | -                     | -                     | -                              | 10                             | 2                              | 168   | 58    |
| 2009-2010             | Hertha Berlin                 | 1. Bundesliga         | 29          | 10          | 1                     | 1                     | C3                             | 7                              | 0                              | 37    | 11    |
| 2010-2011             | Hertha Berlin                 | 2. Bundesliga         | 33          | 15          | 2                     | 2                     | -                              | -                              | -                              | 35    | 17    |
| 2011-2012             | Hertha Berlin                 | 1. Bundesliga         | 31+2        | 6+0         | 4                     | 4                     | -                              | -                              | -                              | 37    | 10    |
| 2012-2013             | Hertha Berlin                 | 2. Bundesliga         | 32          | 11          | 1                     | 0                     | -                              | -                              | -                              | 33    | 11    |
| 2013-2014             | Hertha Berlin                 | 1. Bundesliga         | 32          | 16          | 2                     | 0                     | -                              | -                              | -                              | 34    | 16    |
| Sous-total            | Sous-total                    | Sous-total            | 159         | 58          | 10                    | 7                     | -                              | 7                              | 0                              | 176   | 65    |
| 2014-2015             | Borussia Dortmund             | 1. Bundesliga         | 18          | 2           | 5                     | 1                     | C1                             | 6                              | 3                              | 29    | 6     |
| 2015-2016             | Borussia Dortmund             | 1. Bundesliga         | 27          | 9           | 3                     | 1                     | C3                             | 9                              | 0                              | 39    | 10    |
| 2016-2017             | Borussia Dortmund             | 1. Bundesliga         | 7           | 2           | 3                     | 0                     | C1                             | 1                              | 1                              | 11    | 3     |
| Sous-total            | Sous-total                    | Sous-total            | 52          | 13          | 11                    | 2                     | -                              | 16                             | 4                              | 79    | 19    |
| 2016-2017             | Grenade CF (prêt)             | LaLiga 1              | 14          | 4           | -                     | -                     | -                              | -                              | -                              | 14    | 4     |
| 2017-2018             | Grenade CF (prêt)             | LaLiga 2              | 26          | 4           | 1                     | 0                     | -                              | -                              | -                              | 27    | 4     |
| 2018-2019             | Grenade CF                    | LaLiga 2              | 19          | 4           | -                     | -                     | -                              | -                              | -                              | 19    | 4     |
| Sous-total            | Sous-total                    | Sous-total            | 59          | 12          | 1                     | 0                     | -                              | -                              | -                              | 60    | 12    |
| Total sur la carrière | Total sur la carrière         | Total sur la carrière | 428         | 139         | 22                    | 9                     | -                              | 33                             | 6                              | 483   | 154   |